# Kentucky Fried Chicken
KFC Corporation, conocida oficialmente por sus siglas KFC y también por su nombre histórico Kentucky Fried Chicken, es una cadena de restaurantes de comida rápida estadounidense especializada en pollo frito. Con sede en Louisville, Kentucky, es el segundo mayor grupo mundial de restauración por detrás de McDonald's, con más de 30 000 locales franquiciados en 150 países.KFC es una empresa subsidiaria de Yum! Brands.
Fue fundada por el Coronel Harland Sanders, un empresario que había montado un restaurante de pollo frito en North Corbin durante la Gran Depresión. En septiembre de 1952 abrió su primera franquicia en Salt Lake City, Utah. Para distinguirse de la competencia, Sanders promocionó sus restaurantes con una receta secreta y adoptó una imagen personal característica con mostacho, perilla y traje blancos. En 1964, abrumado por el rápido crecimiento del negocio, Sanders vendió KFC a un grupo de inversores y se mantuvo como embajador vitalicio hasta su fallecimiento en 1980. La imagen del Coronel Sanders sigue asociada a los símbolos corporativos de la empresa y forma parte de la cultura popular estadounidense.
Se considera que KFC ayudó a popularizar el pollo frito como comida rápida en un mercado hasta entonces dominado por las hamburguesas. La empresa fue también pionera en expandirse al extranjero, con aperturas en Europa y América a partir de los años 1960, y la primera cadena occidental en abrir franquicias en China. Desde su venta KFC ha tenido distintos propietarios: en 1971 fue traspasado al grupo Heublein, más tarde absorbido por R. J. Reynolds, y en 1986 pasó a ser controlado por PepsiCo. Desde 1997 los negocios de comida rápida de Pepsi fueron escindidos a la división Yum! Brands, propietaria de otras cadenas como Pizza Hut y Taco Bell.
El producto más característico de KFC es el pollo frito a presión, sazonado con una receta propia de «once especias y hierbas aromáticas» que se mantiene bajo secreto. Las porciones grandes se sirven en una cubeta de cartón, convertida en un símbolo de la empresa desde su introducción en 1957 por parte de Pete Harman, el primer franquiciado de la compañía. Desde los años 1990, KFC ha expandido su menú a otros productos como sándwiches de pollo, wraps, ensaladas y complementos como papas fritas, gravy y ensalada de col.

## Historia

### Orígenes

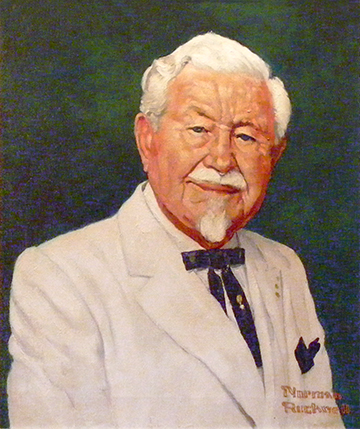
Retrato de Harland Sanders, fundador de KFC.

La historia de KFC surge en torno a la figura de Harland Sanders, hijo de una familia de granjeros de Henryville (Indiana). Huérfano de padre desde los cinco años, tuvo que quedarse al cuidado de sus hermanas mientras su madre trabajaba en una fábrica de envasados. A los siete años le enseñaron a cocinar, y con trece se marchó de casa para ayudar a su familia con distintos empleos, en el contexto de la Gran Depresión que asoló Estados Unidos en aquella época.
En 1930 asumió el control de una pequeña gasolinera en North Corbin (Kentucky) y habilitó un pequeño comedor al que llamó «Sanders Cafe». Allí comenzó a servir platos de pollo frito, filetes y jamón campestre. A raíz de su buena acogida en el estado, el gobernador estatal Ruby Laffoon llegó a condecorar a Sanders con el título honorario de Coronel de Kentucky en 1936. El empresario invirtió las ganancias de su negocio para abrir en 1937 un restaurante con motel cerca de la U.S. Route 25, «Harland Sanders Court and Cafe».

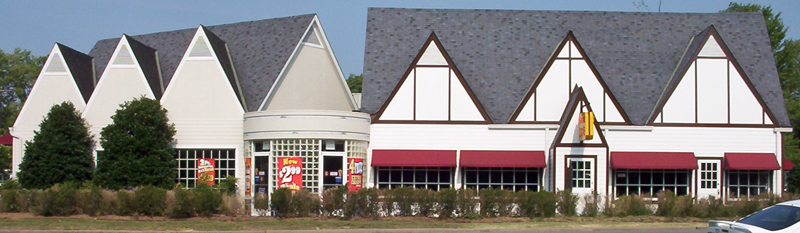
Fachada del restaurante de North Corbin donde el Coronel Sanders comenzó a preparar pollo frito.

Al principio Sanders hacía su pollo frito con una sartén, por lo que la comida tardaba media hora en estar lista. En 1939 compró una de las primeras ollas a presión industriales, en principio pensadas para verduras, y la modificó para freír pollo. El nuevo método de cocción le permitió reducir considerablemente los tiempos de espera. Un año más tarde patentó una receta propia de once especias y hierbas aromáticas.
El restaurante de Sanders sufrió varios contratiempos; en 1939 hubo de ser reconstruido a raíz de un grave incendio, y durante la Segunda Guerra Mundial se vio afectado por el descenso del turismo interior y el racionamiento de gasolina.

### Kentucky Fried Chicken

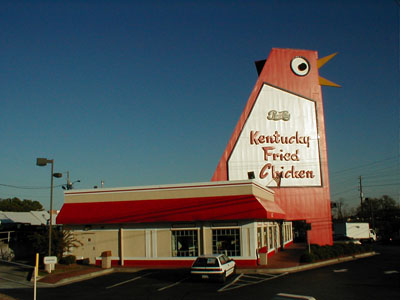
En los primeros años de franquicia de KFC, muchos restaurantes adoptaron su propia imagen. En la foto, el KFC de Marietta (Georgia).

A comienzos de los años 1950, Sanders vendió su restaurante de North Corbin en previsión de que la nueva Interestatal 75 redujese el tránsito donde su local estaba asentado. De este modo, optó por expandir su negocio de pollo frito a través de restaurantes franquiciados. El primero de ellos fue abierto en septiembre de 1952 por parte de Pete Harman, dueño de varias hamburgueserías en Salt Lake City (Utah), y adoptó el nombre de «Kentucky Fried Chicken» (KFC) porque evocaba la hospitalidad sureña. Harman también introdujo la idea de vender las piezas de pollo en cubos de cartón. Sanders rentabilizó las franquicias mediante un sistema con regalías por cada pieza vendida, y viajó por todo Estados Unidos para hacer presentaciones en las que iba ataviado con mostacho, perilla y un traje completamente blanco.
En sus primeros diez años de vida, KFC había superado las 600 franquicias en Estados Unidos y Canadá, con un beneficio anual de 300 000 dólares brutos, y popularizó el pollo frito como comida rápida en un mercado hasta entonces dominado por las hamburguesas. No obstante, Sanders tenía problemas para manejar el volumen de negocio y controlar el estándar de todos los restaurantes, dada su rápida expansión. En 1964, el fundador vendió KFC a un grupo inversor local encabezado por John Y. Brown Jr. y Jack C. Massey, con una oferta de 2 millones de dólares y un salario vitalicio para Sanders como embajador de la marca. Aunque ya no tenía poder ejecutivo, el fundador continuaba influyendo como una especie de autoridad moral.
Los nuevos propietarios apostaron por estandarizar la marca KFC, con un modelo inspirado en el primer restaurante abierto por Pete Harman. Después de sacar la compañía a bolsa en 1966, la empresa se hizo con el control de las franquicias e impuso una imagen corporativa unificada de color rojo y blanco, con restaurantes sin mesas que apostasen por la comida para llevar. Además, se establecieron cursos para asegurar que todos los franquiciados seguían el mismo método de trabajo. A finales de la década de 1960, KFC ya estaba presente en todos los estados de Estados Unidos y se había expandido a otros países. No obstante, la nueva propiedad tuvo problemas en asentar su modelo y hubo discrepancias con Sanders relativas a la gestión. Brown utilizó la imagen del Coronel para diversificarse con ideas que no funcionaron, tales como una cadena de restaurantes de rosbif —Kentucky Roast Beef— y un servicio de moteles —Colonel Sanders Inn— cerrados en menos de un año.
En 1971, Brown vendió el negocio al grupo Heublein, especializado en bebidas alcohólicas, por más de 285 millones de dólares. En un primer momento, los nuevos dueños se centraron exclusivamente en KFC, pero tuvieron problemas por su inexperiencia en la restauración. Después de que el Coronel Sanders criticara públicamente a Heublein, la empresa contrató en 1977 como director ejecutivo a Michael A. Miles, quien recondujo las relaciones con el fundador y confió en él como asesor.

### Consolidación de KFC

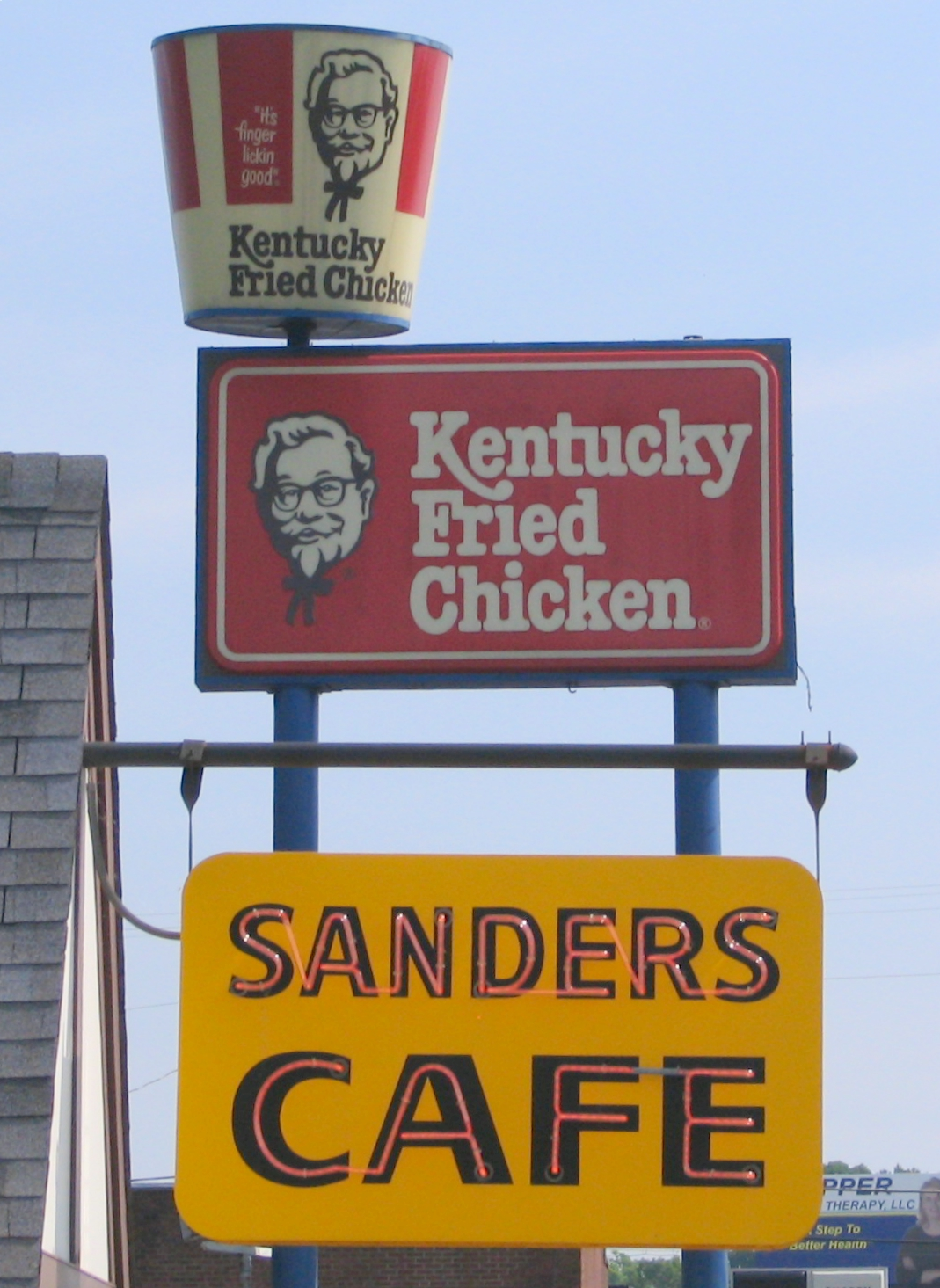
Letrero de KFC en los años 1980, con un cubo de pollo en la parte superior.

A finales de los años 1970, Miles apostó por un menú centrado solo en pollo frito; introdujo un sistema de contabilidad digitalizado para controlar los gastos, y recuperó las mesas en sus restaurantes para atraer a la clientela familiar. Este modelo también se estandarizó a nivel internacional, con aperturas en todo el mundo y un especial éxito en Reino Unido, Australia y Japón. El éxito de KFC coincidió con los últimos años de vida del Coronel Sanders, quien se mantuvo en activo hasta su fallecimiento en 1980, a los 90 años. La imagen del Coronel se convirtió en un símbolo de marca y se adoptó un nuevo eslogan, We Do Chicken Right («Hacemos el pollo bien»), que impulsó los beneficios de la marca.
En 1983, el grupo multinacional tabaquero R. J. Reynolds se hizo con el control de Heublein por 1300 millones de dólares y absorbió todos sus activos, entre ellos KFC. Michael Miles dejó la dirección ese mismo año para asumir un cargo en Kraft Foods y fue reemplazado por Richard Mayer, quien mantuvo la política conservadora de menús. A lo largo de los años 1980, Reynolds impulsó una ampliación de capital y consolidó el crecimiento de KFC como la segunda mayor franquicia de comida rápida, con 4500 locales en Estados Unidos y más de 1000 en el extranjero, solo superada en número por McDonald's.
En julio de 1986, Reynolds vendió KFC al grupo PepsiCo por más de 850 millones de dólares. En aquella época PepsiCo ya poseía otras cadenas como Pizza Hut y Taco Bell, y tenía interés en expandirse dentro de la comida rápida para incrementar las ventas de sus refrescos. La nueva propiedad mantuvo a Mayer como director general e impulsó la expansión internacional de KFC, con hitos como la apertura en noviembre de 1987 del primer restaurante en China, algo inédito para un negocio occidental. La empresa terminó la década con un beneficio de 280 millones de dólares. A partir de 1991, las siglas KFC se convirtieron en la marca oficial.

### Situación actual
En 1997, KFC quedó integrada en Tricon Global —actual Yum! Brands—, una división independizada de PepsiCo que pasaría a gestionar todo el negocio de comida rápida. Durante los años 1990 la cadena se animó a hacer cambios en el menú, con nuevos productos como las tiras de pollo (crispy strips) y la empanada pot pie. Además, por primera vez el negocio internacional había superado en establecimientos a Estados Unidos, por lo que la dirección impulsó más aperturas en el extranjero.
El dominio de KFC dentro del pollo frito se vio cuestionado en los años 2010 por la irrupción de otras compañías como Chick-fil-A y Popeyes, que se han quedado parte de su cuota de mercado en Estados Unidos. Desde entonces, la marca ha renovado sus establecimientos y recuperado el nombre completo en algunas promociones.

## Restaurantes y distribución mundial

Mapa del mundo con ubicaciones de KFC (en rojo).

KFC es una empresa perteneciente a Yum! Brands, una de las mayores compañías de restaurantes de comida rápida. Su sede se encuentra en Louisville, Kentucky, en un edificio de aspecto colonial conocido popularmente como «la Casa Blanca» por su semejanza con la residencia oficial del mismo nombre.
En marzo de 2024, KFC afirmó contar con más de 30 000 franquicias a nivel mundial, presentes en 145 países. Esta cifra incluye restaurantes, puntos de venta sin mesas y otros emplazamientos. Uno de cada tres se encuentran en la República Popular China, su mayor mercado por delante incluso de los Estados Unidos.
KFC está presente en casi todos los países de habla hispana. El primero donde estableció un restaurante fue México, con la apertura de su primera franquicia en el país en Monterrey, Nuevo León en 1963. Le siguieron Puerto Rico (1967), Panamá (1969), España (1970), Costa Rica (1970), Colombia (1971), Venezuela (1973), Ecuador (1975), Argentina (1980), el Perú (1981), Chile (1992), la República Dominicana (1997), El Salvador (2004), Honduras (2004), Guatemala (2009), Bolivia (2014), Paraguay (2014) y Uruguay (2025). En Cuba no hay KFC, pero existe un punto de venta para los soldados estadounidenses de la base de Guantánamo. Tampoco hay establecimientos de KFC en Nicaragua. 
La empresa estuvo presente en Rusia desde 1993 hasta 2022, cuando cerró sus 70 restaurantes por la invasión rusa de Ucrania y las distintas sanciones económicas internacionales. En octubre de 2022 vendió el negocio a los dos mayores franquiciadores de KFC en ese país, quienes anunciaron la reapertura bajo una nueva marca rusa, «Rostic’s», gestionada por el grupo Smart Service LTD. KFC se aseguró una opción de recompra durante los siguientes quince años, de forma similar a McDonald's con su reemplazo Vkusno i tochka.

## Productos

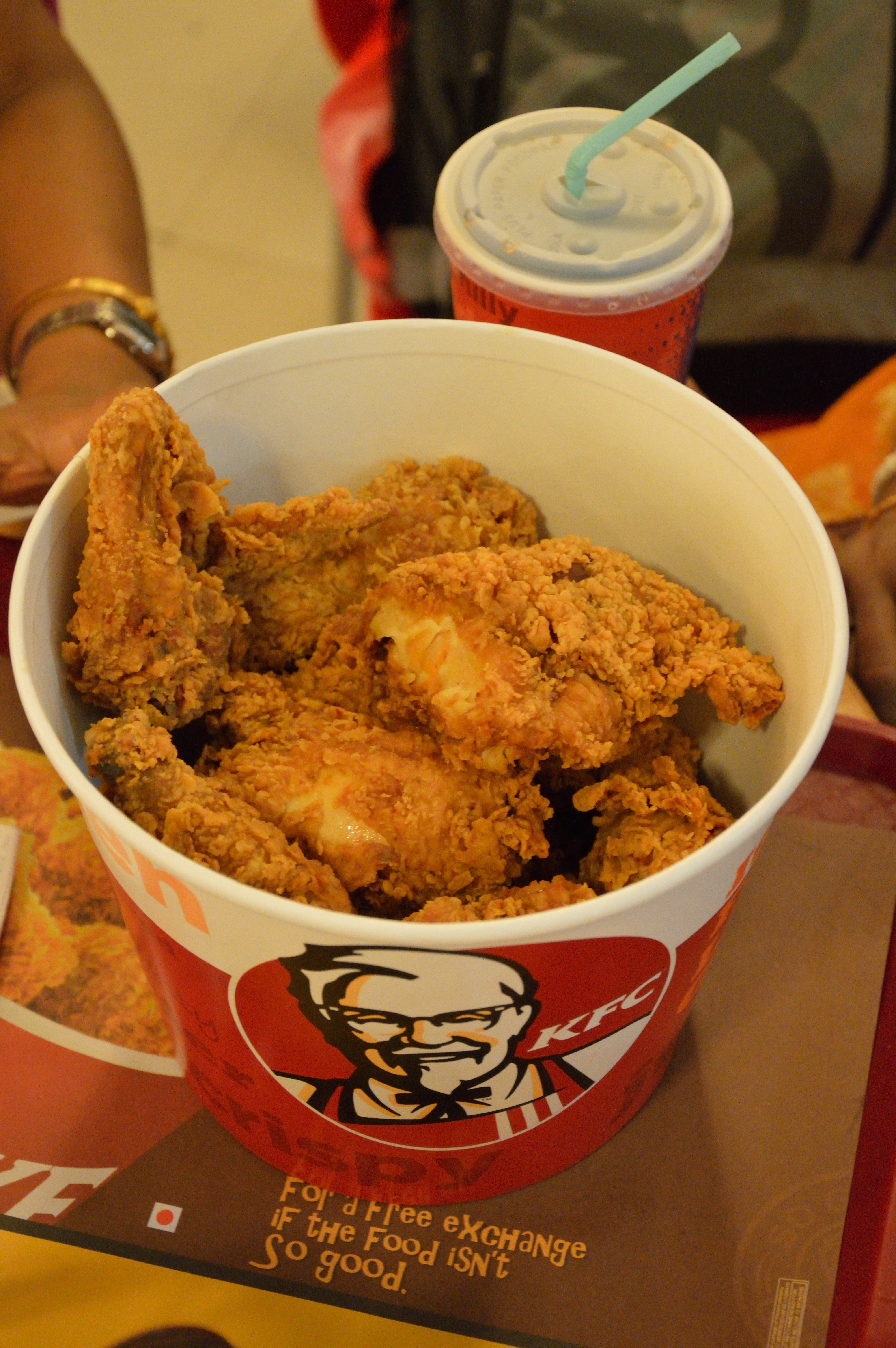
Cubo de piezas de pollo crujientes de KFC.

KFC está especializado en pollo frito; piezas de pollo crujientes que se preparan mediante un proceso de fritura a presión. El pollo está sazonado con una receta secreta de once especias y hierbas aromáticas. Las raciones se comercializan en cajas individuales o bien en un cubo de cartón donde caben entre seis y dieciséis piezas de pollo. Además, KFC cuenta con otros productos derivados como hamburguesas de pollo, wraps, tiras de pollo, nuggets y alitas picantes. En el apartado de complementos suele ofrecer papas fritas, maíz, ensalada de col, gravy y helados, dependiendo del mercado.
El pollo se reboza en el propio restaurante, con una mezcla de harina de trigo y el sazonador de once especias. Después se fríe a presión en aceite hirviendo entre siete y diez minutos. Al terminar, se deja reposar durante cinco minutos antes de colocarlo en el punto caliente para sacarlo a la venta. Para asegurar la frescura del pollo, las piezas que no se han vendido en 90 minutos son desechadas. El aceite de fritura también puede variar en función del país. KFC tiene un acuerdo global con McCormick Company para el suministro de especias, salsas y marinados.
En función de acuerdos previos, la mayoría de países ofrecen bebidas pertenecientes a PepsiCo. No obstante, algunos mercados han optado por llegar a acuerdos con Coca-Cola.

### Receta secreta
Uno de los reclamos comerciales de KFC es su receta para marinar el pollo frito, cuyos ingredientes se desconocen. En 1940, el Coronel Sanders anotó una receta de «once especias y hierbas aromáticas» mezcladas con la harina durante el rebozado. La receta no está patentada; al tratarse de un secreto comercial, los dueños han podido mantener la propiedad intelectual a perpetuidad.
Existe una copia de la receta original, firmada por el propio Sanders, que está custodiada en la sede central de KFC en Louisville.Solo dos miembros del consejo ejecutivo tienen acceso a ella, y sus nombres no han sido revelados por motivos de seguridad.Para mantener el secreto, KFC utiliza dos empresas de suministro: una mitad de las especias corre a cargo de la propia empresa, a través de Griffith Laboratories, y la mitad restante la proporciona McCormick Company.
En 1983, el escritor William Poundstone desveló en su libro Big Secrets que la receta podía contener glutamato monosódico a partir de un análisis del rebozado, algo que la empresa siempre ha negado. Tres décadas después, en 2016, un sobrino del Coronel Sanders llamado Joe Ledington declaró haber encontrado un manuscrito con la receta. Según ese texto, los ingredientes eran sal, tomillo, albahaca, orégano, sal de apio, pimienta negra, mostaza seca, pimentón, sal de ajo, jengibre molido y pimienta blanca. Los periodistas gastronómicos del Chicago Tribune emularon la receta y su conclusión fue que se podía obtener un sabor similar, añadiendo un poco de glutamato monosódico a la mezcla. No obstante, KFC nunca ha confirmado ni desvelado la receta original, por lo que se trata de una interpretación.

## Controversia

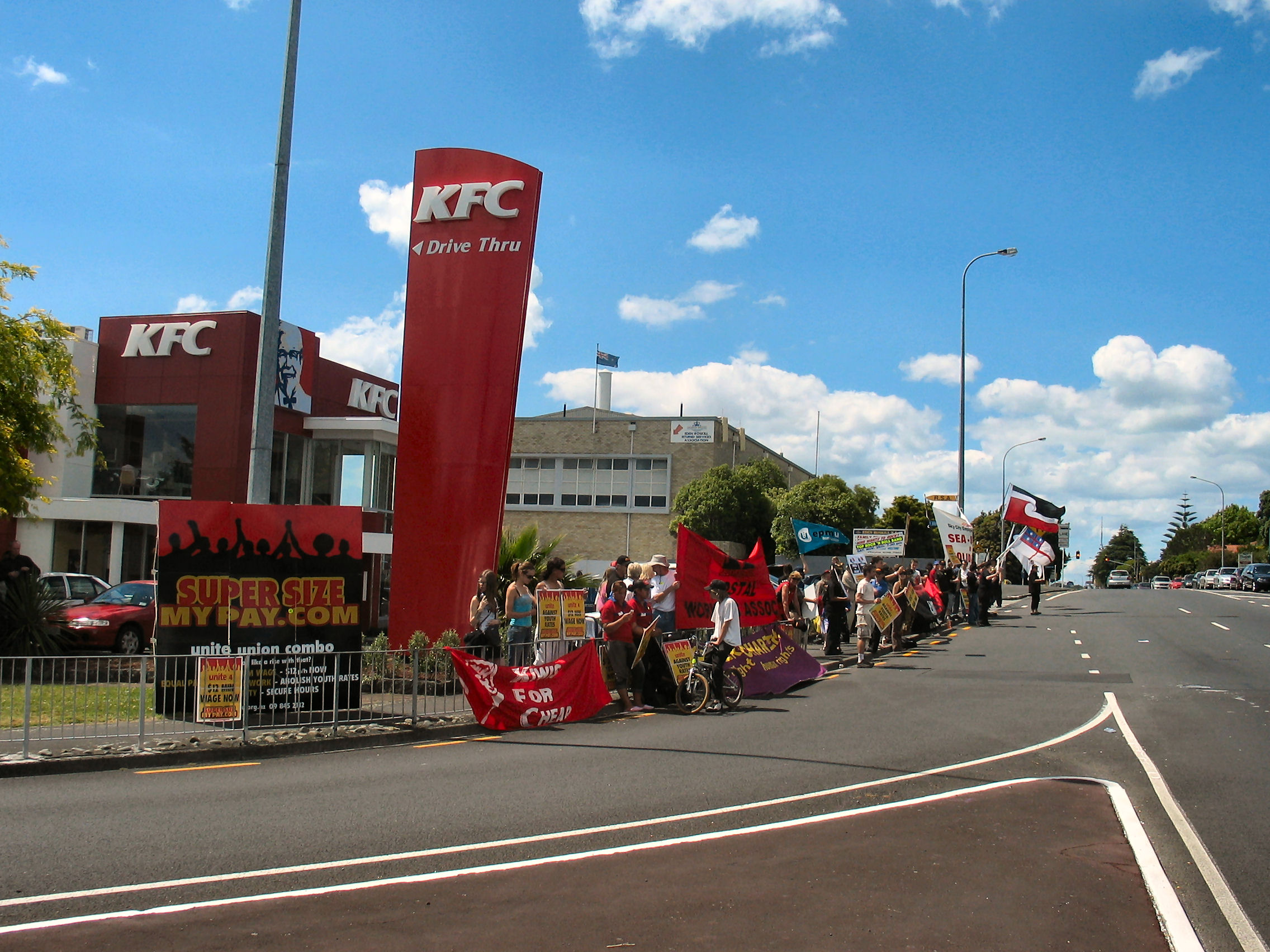
Trabajadores de un KFC de Auckland (Nueva Zelanda) que reclaman mayores salarios.

Al igual que otras cadenas de comida rápida, KFC ha sido cuestionada por las asociaciones en defensa de los derechos de los animales, que han denunciado la presunta crueldad que tanto el grupo como sus proveedores practican en la crianza, engorde y sacrificio de los pollos. Las organizaciones Personas por el Trato Ético de los Animales (PETA) y AnimaNaturalis han llevado a cabo numerosas campañas y aseguran que Yum! Brands ha obviado sus recomendaciones por un trato más justo. Una de las que más repercusión tuvo en medios, Kentucky Fried Cruelty, contó en 2003 con la participación de la actriz Pamela Anderson. Por su parte, KFC alega que los pollos se compran a distribuidores nacionales que cumplen la normativa de cada mercado.
El grupo ecologista Greenpeace ha denunciado prácticas de KFC relativas a la deforestación, tales como el uso de soja procedente de explotaciones del Amazonas en 2010, o de pulpa de celulosa procedente de la selva tropical de Indonesia para el empaquetado en 2012 . En este caso, Yum! aseguró que estaban trabajando en reducir el impacto medioambiental en todos sus envases y anunció un cambio de proveedor.
A lo largo de su historia, la cadena también ha enfrentado noticias relativas a las condiciones sanitarias de algunos restaurantes, especialmente en Estados Unidos,y a las condiciones laborales de sus empleados en algunos países.